# Phragmanthera macrosolen
Phragmanthera macrosolen là một loài thực vật có hoa trong họ Loranthaceae. Loài này được (Steud. ex A. Rich.) M.G. Gilbert miêu tả khoa học đầu tiên năm 1985.